# Fred Degazon
Fred Degazon, né le 4 janvier 1913 à Castries et mort le 4 octobre 2008 à Londres, est un homme d'État dominiquais, président du Commonwealth de la Dominique de 1979 à 1980.

## Biographie
Il est né à Castries ( Sainte-Lucie ) et, à partir de 1980, a vécu en exil à Londres .
Degazon est allé à l'université à Sainte-Lucie et a étudié le droit à l' Université de Londres . Dans les années 1940, il fut fonctionnaire à la Dominique, à Sainte-Lucie et à la Jamaïque jusqu'à son départ à la retraite en 1969. Il fut élu président de l' Assemblée législative en 1977 et, après la déclaration d'indépendance de 1978, le Parlement élit Degazon à la première présidence de la Dominique . le poste est en grande partie cérémonial.
En juin 1979, pendant une crise constitutionnelle provoquée par le désir de réformes socialistes démocratiques, Degazon tenta de quitter le pays et fut finalement autorisé à s'enfuir au Royaume-Uni le 11 juin. La Chambre d'assemblée avait initialement élu son remplaçant, Louis Cools-Lartigue , qui avait démissionné le lendemain. Il avait ensuite été remplacé par Jenner Armour . Degazon a officiellement démissionné en février 1980. Il est décédé en exil le 4 octobre 2008 à l'âge de 95 ans.